# 川之上町
川之上町（かわのかみちょう）は奈良県奈良市の地名。
郵便番号は630-8212。2020年10月1日現在の人口は47人。

## 地理
奈良市の北部、奈良盆地の北部に位置する。
東は十輪院町、西は納院町、北は薬師堂町、南は築地之内町と接する。町の西端には地蔵堂がある。

### 小・中学校の学区
市立の小・中学校に通学する場合、川之上町全域が、飛鳥小学校・飛鳥中学校の学区となる。飛鳥小学校は紀寺町、飛鳥中学校は高畑町にある。

## 歴史

### 沿革
川之上という呼び方は室町期からみられるものである。室町期は東桶井郷と西桶井郷の南側に東西に延びていた道の両側に形成されていた町であった。江戸期からは現在の川之上町という呼ばれ方をされるようになった。江戸期は奈良町の中の一つの町であり、北は薬師堂町に隣接していた。

### 地名の由来
かつて飛鳥小学校から川之上町を通り、築地之内町を経て元興寺町へと流れている川があった。川之上町はその川の上流に沿っていたことから名づけられた。その川は古くは元興寺を飛鳥寺と呼んだことと同様に、明日香村にちなんで飛鳥川と呼ばれていた。

### 人口の変遷
1938年（昭和13年）の世帯数は16、1980年（昭和55年）の世帯数は16、人口は50であった。

## 交通
鉄道は通っていない。道路に関しては幅員が狭く、対向車の行き違いが難しい区間が多い。
路線バスは通っていない。

## 施設

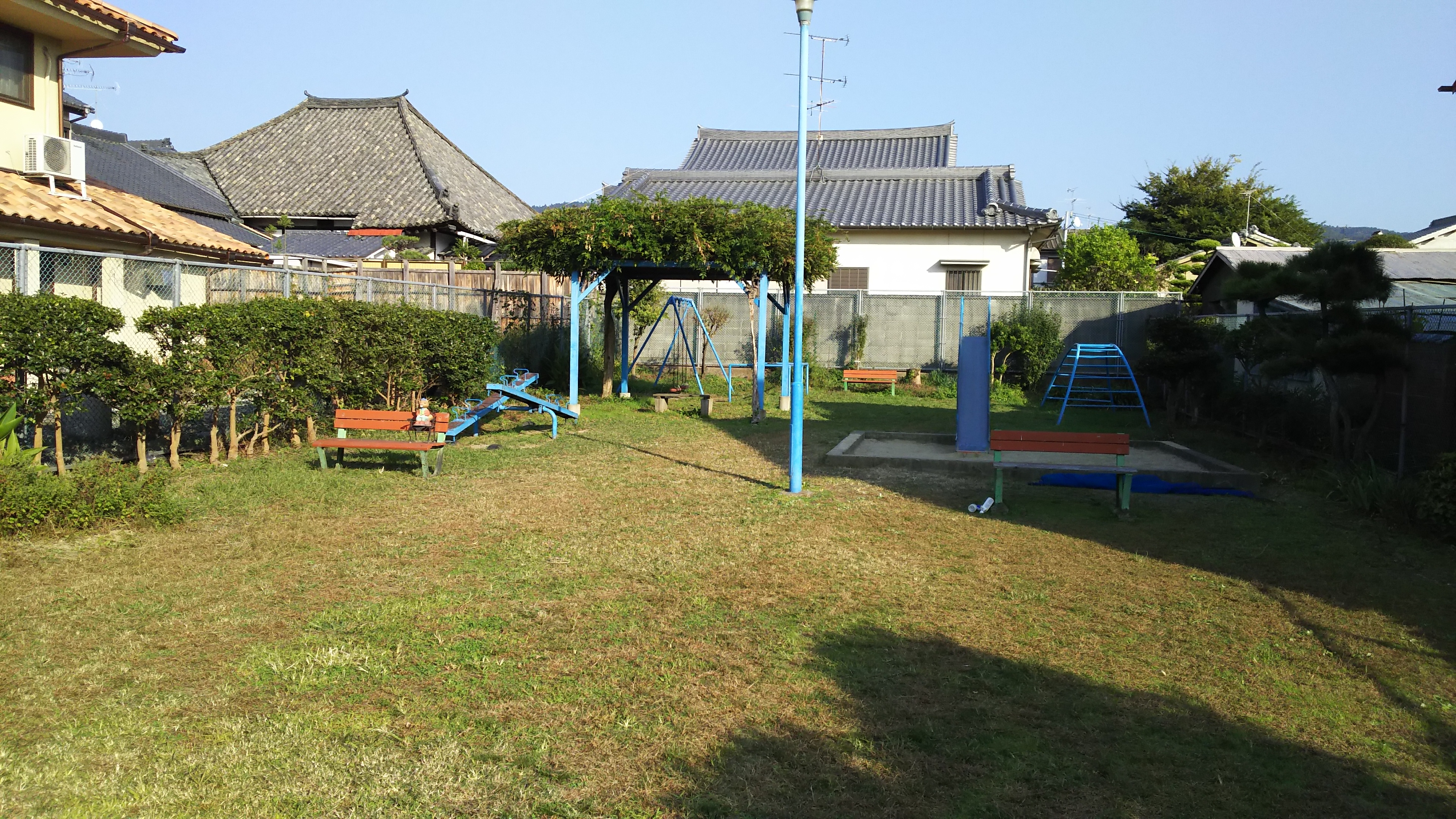
川之上町街区公園

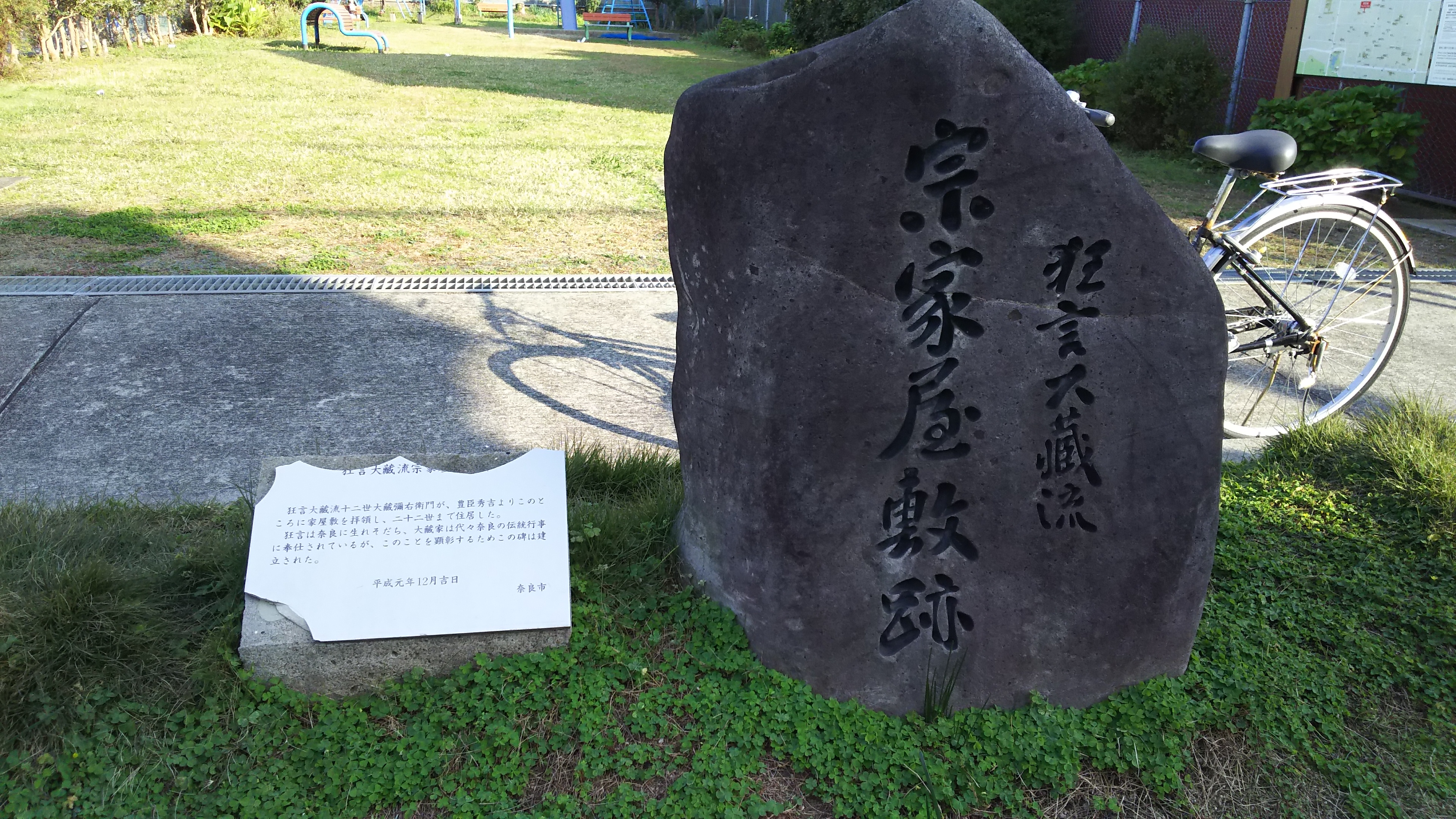
川之上町街区公園の石碑

- ならまち陶芸教室つちのかい川之上町街区公園川之上町街区公園の石碑
- 川之上町街区公園